# TRA-Baureihe 45DR1000
Die Triebwagen der Baureihe 45DR1000 der taiwanesischen Eisenbahn (TRA) wurden 1998/1999 in Japan hergestellt. Sie werden auf Nebenstrecken eingesetzt.

## Geschichte
Ende der 1990er Jahre waren die rund 60 Jahre alten Dieseltriebwagen der Baureihen 35DR2100 und 35DR2400 verschlissen. Die TRA beschloss daher, diese Nebenbahntriebwagen durch neue Fahrzeuge zu ersetzen. Diese sollen nunmehr auch über eine Klimaanlage verfügen.
Im Rahmen des 810 Car Purchase Plan wurde deshalb auch die Bestellung von 36 entsprechenden Fahrzeugen ausgelöst. Die ersten beiden Triebwagen wurden 1998 beim japanischen Unternehmen Nippon Sharyō Seizō gefertigt. Die Serienfertigung erfolgte dann ab 1999 in den koreanischen Taiwan Tangrong Iron Works.
Die Triebwagen erhielten die Nummern 45DR1001 bis 1036. Das Wagen 1036 wurde später zum Inspektionsfahrzeug umgebaut und erhielt die Nummer 45DSC1001. Vielfach wurde er „Taiwan Nr. 1“ genannt, da der Eisenbahndirektor mit dem Triebwagen Inspektionsfahrten durchführte. 2014 wurde er jedoch wieder für den Einsatz im Personenverkehr zurückgebaut. Zur Unterscheidung von anderen Nebenbahnfahrzeugen wird die Baureihe auch als DRC# bezeichnet.
Die Triebwagen sind mit einer Vielfachsteuerung ausgerüstet, es verkehren auch Züge mit bis zu vier Wagen.
Der Einsatz erfolgt vorrangig auf den Nebenstrecken Pingxi (Sandiaoling–Jingtong), Neiwan (Hsinchu–Neiwan) und Jiji (Ershui–Checheng). Auf der Yilan-Strecke waren sie bis 2004 im Shuttle-Service zwischen Luodong und Suao im Einsatz.

## Konstruktive Merkmale
Die Kraftübertragung erfolgt dieselelektrisch. Es gibt in jedem Triebwagen zwei Cummins-Dieselmotoren. Ein NTA855R1 mit einer Leistung von 257 kW (350 PS) treibt den Traktionsgenerator an. Ein zweiter Dieselmotor des Typs 4BT 3.9L GR2 liefert die Energie für die Klimaanlage und die übrige elektrische Ausrüstung. Die Kühler sowie die Abgasanlage mit den Schalldämpfern befinden sich auf dem Dach. Die Triebwagen besitzen einen Einzelachsantrieb. Die Fahrmotoren werden von Japan NABCO Co. hergestellt.
Die Außenhaut ist aus Edelstahl gefertigt und verfügt über fünf Längssicken an der Fahrzeugwand. Die Seitenwände sind nicht lackiert. An den Stirnseiten befindet sich eine gelb-rote Warnlackierung. Pro Wagenseite gibt es zwei Schwenkschiebetüren. Der Fahrgastraum ist ein Großraum mit Längssitzen. Die Triebwagen sind mit Janney-Kupplungen mit seitlichen Starrmachungsorganen nach auch im taiwanesischen Kapspurnetz angewendeten japanischen Normen ausgerüstet. Die Kupplungen kuppeln keine elektrischen oder pneumatischen Verbindungen mit, diese werden über gesonderte Leitungskupplungen hergestellt.